# Tina May

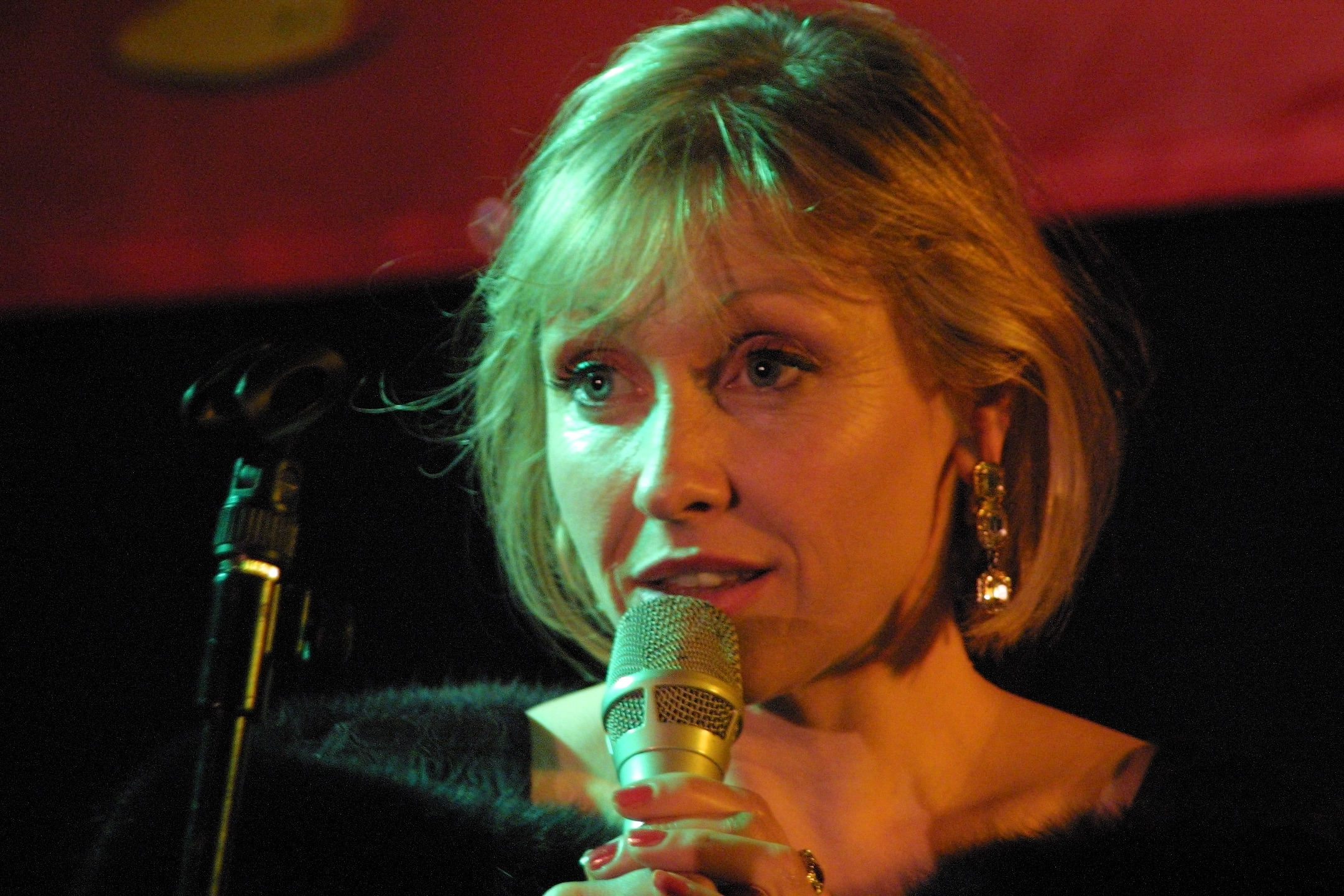
Tina May, 2004

Tina May (* 30. März 1961 in Gloucester; † 26. März 2022 in London) war eine britische Jazzsängerin.

## Leben
Tina May wuchs in Frampton-on-Severn auf, wo sie die Stroud High Grammar School besuchte. Sie war mit dem Schlagzeuger Clark Tracey verheiratet, der auch auf einigen ihrer Alben mitwirkte, die sie für 33 Records aufnahm. Zu ihren Begleitmusikern zählten u. a. Tony Coe, Alec Dankworth, Mick Hutton, Karen Sharp und Nikki Iles. Als Gastvokalistin arbeitete sie außerdem 1994 mit Michael Hashim (Transatlantic Airs) und 2000 für das Album Ellington's Sacred Music mit dem Stan Tracey Jazz Orchestra und dem Durham Cathedral Choir.
Die Autoren Richard Cook und Brian Morton bezeichnen Tina May als eine der wichtigsten britischen Jazzsängerınnen; sie heben besonders ihr 2004 mit Coe und Iles entstandenes Album More than You Know hervor. Sie starb wenige Tage vor ihrem 61. Geburtstag an Krebs.

## Diskographische Hinweise
- Never Let Me Go (33 Records, 1991)
- Fun (33 Records, 1993)
- One Fine Day (33 Records, 1999)
- Live in Paris (33 Records, 1999)
- I'll Take Romance (Linn Records, 2002)
- More Than You Know (33 Records, 2004)
- A Wing and a Prayer (33 Records, 2005)
- Divas (Hep, 2013)
- Tina May Meets Enrico Pieranunzi with  Special Guest Tony Coe:  Home Is Where The Heart Is (33 Records, 2015)
- Tina May & The Andy Lutter Trio: Cafe Paranoia - Tina May Sings Mark Murphy (33 Records, 2017)
- 52nd Street (and Other Tales): Tina May Sings the Songs of Duncan Lamont (33 Jazz, 2020)